# Altes Stadthaus, Berlin

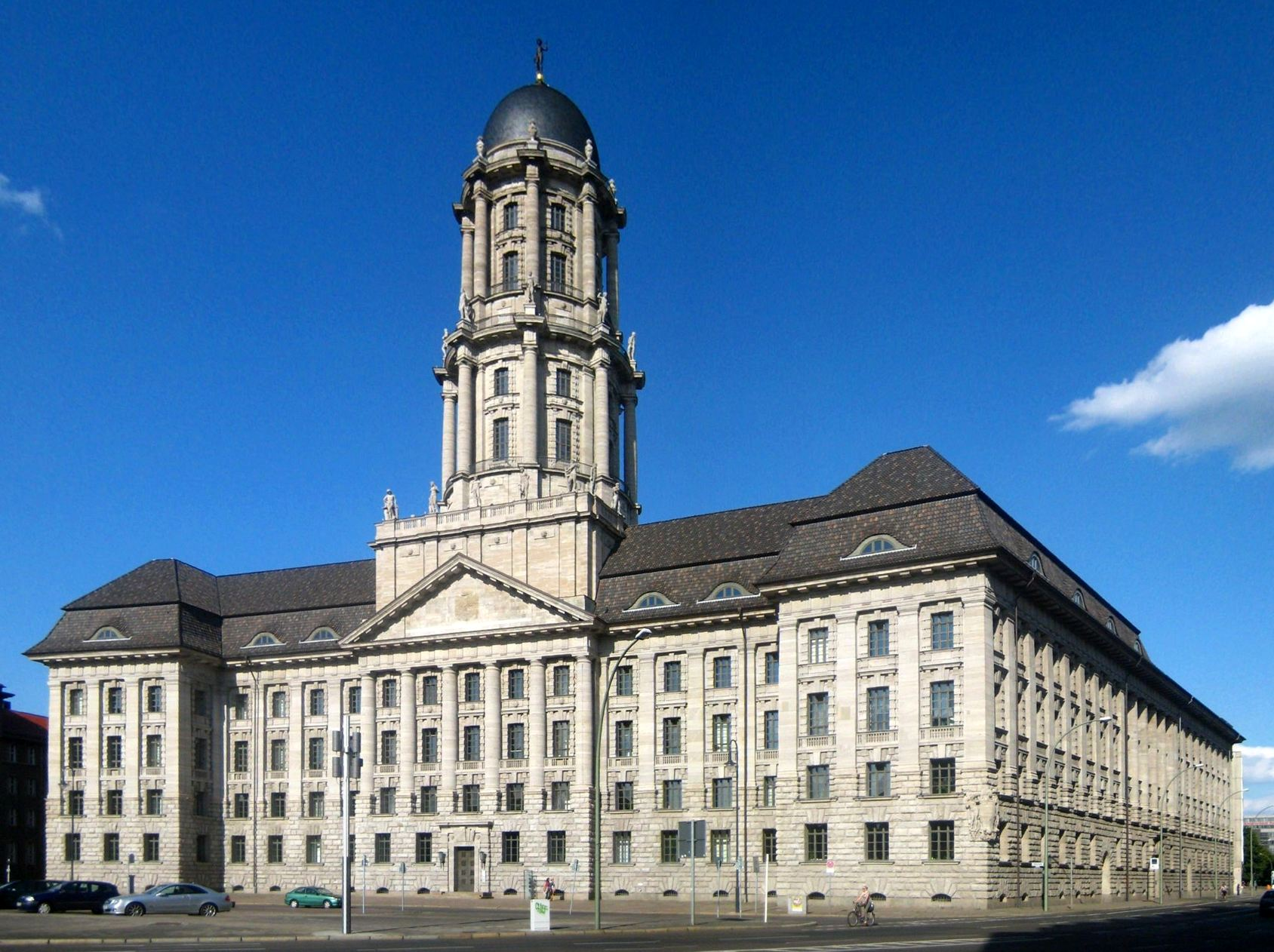
Altes Stadthaus, vy från framsidan vid Molkenmarkt.

Altes Stadthaus är en stor förvaltningsbyggnad vid torget Molkenmarkt i stadsdelen Mitte i centrala Berlin.

## Läge och utformning

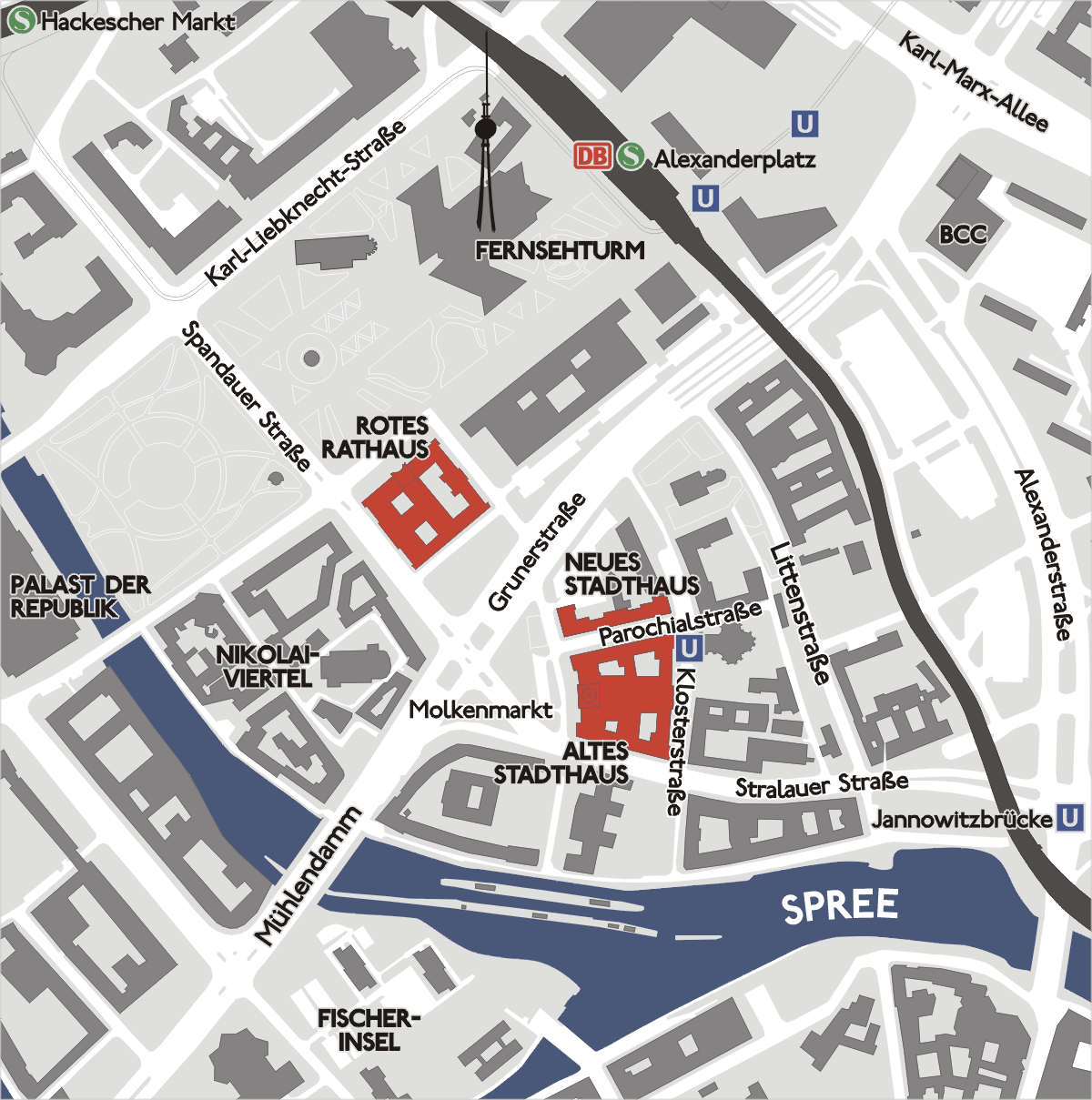
Karta

Byggnaden upptar hela kvarteret mellan gatorna Jüdenstrasse, Klosterstrasse, Parochialstrasse och Stralauer Strasse. Den har formen av en oregelbunden fyrhörning då den anpassats efter det medeltida gatunätet.

## Historia
Byggnaden uppfördes mellan 1902 och 1911, då Berlins rådhus, Rotes Rathaus, blivit otillräckligt för förvaltningsfunktionerna i den under denna period snabbt växande miljonstaden Berlin. Ursprungligen kallades den nya byggnaden Neues Stadthaus, men detta namn syftar idag på den angränsande byggnad som senare uppfördes under 1930-talet, medan huset från 1911 kallas Altes Stadthaus idag. Byggnaden ritades av arkitekten Ludwig Hoffmann i nyklassicistisk stil, med mansardtak. Det omkring 80 meter höga tornet, krönt av en Fortunastaty, visade på byggnadens representativa funktion och inspirerades av tornen på Französischer Dom och Deutscher Dom vid Gendarmenmarkt.
Efter andra världskriget var Altes Stadthaus delvis förstört men i bättre skick än det närbelägna Rotes Rathaus, och fungerade fram till 1956 som säte för olika förvaltningsfunktioner i Östberlin. 1956 övertogs byggnaden av Östtysklands regering och var bland annat säte för regeringschefen Otto Grotewohl. Fortunastatyn som stod på taket smältes ned. Den ersattes av en kommunikationsantenn, som efter Fernsehturms uppförande i sin tur ersattes av en stor DDR-flagga.
Lothar de Maizière, DDR:s siste regeringschef, hade sitt kontor här 1990. Efter Tysklands återförening flyttades vissa regeringsfunktioner från Bonn till Berlin, som temporärt inrymdes i Altes Stadthaus. I mitten av 1990-talet renoverades åter byggnaden och fungerar sedan 1997 som lokaler för delstaten Berlins inrikesförvaltning. Idag finns även Berlins säkerhetspolis i lokalerna. Fortunastatyn på taket har ersatts av en kopia.

## Kommunikationer
I anslutning till byggnaden ligger tunnelbanestationen Klosterstrasse.